# KLF16
KLF16 (англ. Kruppel like factor 16) – білок, який кодується однойменним геном, розташованим у людей на короткому плечі 19-ї хромосоми. Довжина поліпептидного ланцюга білка становить 252 амінокислот, а молекулярна маса — 25 431.
| 10         |  | 20         |  | 30         |  | 40         |  | 50         |
| ---------- |  | ---------- |  | ---------- |  | ---------- |  | ---------- |
| MSAAVACVDY |  | FAADVLMAIS |  | SGAVVHRGRP |  | GPEGAGPAAG |  | LDVRAARREA |
| ASPGTPGPPP |  | PPPAASGPGP |  | GAAAAPHLLA |  | ASILADLRGG |  | PGAAPGGASP |
| ASSSSAASSP |  | SSGRAPGAAP |  | SAAAKSHRCP |  | FPDCAKAYYK |  | SSHLKSHLRT |
| HTGERPFACD |  | WQGCDKKFAR |  | SDELARHHRT |  | HTGEKRFSCP |  | LCSKRFTRSD |
| HLAKHARRHP |  | GFHPDLLRRP |  | GARSTSPSDS |  | LPCSLAGSPA |  | PSPAPSPAPA |
| GL         |  |            |  |            |  |            |  |            |

A: Аланін

C: Цистеїн

D: Аспарагінова кислота

E: Глутамінова кислота

F: Фенілаланін

G: Гліцин

H: Гістидин

I: Ізолейцин

K: Лізин

L: Лейцин

M: Метіонін

P: Пролін

Q: Глутамін

R: Аргінін

S: Серин

T: Треонін

V: Валін

W: Триптофан

Кодований геном білок за функцією належить до фосфопротеїнів. 
Задіяний у таких біологічних процесах, як транскрипція, регуляція транскрипції. 
Білок має сайт для зв'язування з іонами металів, іоном цинку, ДНК. 
Локалізований у ядрі.